# Mistrzostwa Europy w Kolarstwie Torowym 2019
Mistrzostwa Europy w Kolarstwie Torowym 2019 – 10. w historii mistrzostwa Europy w kolarstwie torowym. Odbyły się między 16 a 20 października 2019 roku w hali Omnisport Apeldoorn w holenderskim mieście Apeldoorn.

## Medaliści

### Mężczyźni
| Konkurencja                        | Złoto                                                                             | Srebro                                                                                          | Brąz                                                                            |
| ---------------------------------- | --------------------------------------------------------------------------------- | ----------------------------------------------------------------------------------------------- | ------------------------------------------------------------------------------- |
| Sprint indywidualny                | Jeffrey Hoogland                                                                  | Harrie Lavreysen                                                                                | Mateusz Rudyk                                                                   |
| Sprint drużynowy                   | Holandia Jeffrey Hoogland · Harrie Lavreysen · Roy van den Berg · Matthijs Büchli | Wielka Brytania Jack Carlin · Jason Kenny · Ryan Owens                                          | Francja Grégory Baugé · Quentin Lafargue · Sébastien Vigier · Melvin Landerneau |
| Wyścig indywidualny na dochodzenie | Corentin Ermenault                                                                | Domenic Weinstein                                                                               | Felix Groß                                                                      |
| Wyścig drużynowy na dochodzenie    | Dania Lasse Norman Hansen · Julius Johansen · Frederik Madsen · Rasmus Pedersen   | Włochy Michele Scartezzini · Filippo Ganna · Francesco Lamon · Davide Plebani · Simone Consonni | Wielka Brytania Ed Clancy · Ethan Hayter · Charlie Tanfield · Oliver Wood       |
| Keirin                             | Harrie Lavreysen                                                                  | Dienis Dmitrijew                                                                                | Matthijs Büchli                                                                 |
| Omnium                             | Benjamin Thomas                                                                   | Lasse Norman Hansen                                                                             | Oliver Wood                                                                     |
| 1000 m                             | Quentin Lafargue                                                                  | Theo Bos                                                                                        | Michaël D’Almeida                                                               |
| Wyścig punktowy                    | Bryan Coquard                                                                     | Jan-Willem van Schip                                                                            | Michele Scartezzini                                                             |
| Scratch                            | Sebastián Mora                                                                    | Christos Wolikakis                                                                              | Wim Stroetinga                                                                  |
| Wyścig eliminacyjny                | Elia Viviani                                                                      | Bryan Coquard                                                                                   | Filip Prokopyszyn                                                               |
| Madison                            | Dania Lasse Norman Hansen · Michael Mørkøv                                        | Holandia Yoeri Havik · Jan-Willem van Schip                                                     | Niemcy Maximilian Beyer · Theo Reinhardt                                        |

### Kobiety
| Konkurencja                        | Złoto                                                                                        | Srebro                                                                              | Brąz                                                                                            |
| ---------------------------------- | -------------------------------------------------------------------------------------------- | ----------------------------------------------------------------------------------- | ----------------------------------------------------------------------------------------------- |
| Sprint indywidualny                | Anastasija Wojnowa                                                                           | Ołena Starikowa                                                                     | Lea Friedrich                                                                                   |
| Sprint drużynowy                   | Rosja Anastasija Wojnowa · Darja Szmielowa · Jekatierina Rogowaja                            | Niemcy Lea Friedrich · Emma Hinze                                                   | Holandia Kyra Lamberink · Shanne Braspennincx · Steffie van der Peet                            |
| Wyścig indywidualny na dochodzenie | Franziska Brauße                                                                             | Lisa Brennauer                                                                      | Katie Archibald                                                                                 |
| Wyścig drużynowy na dochodzenie    | Wielka Brytania Katie Archibald · Ellie Dickinson · Neah Evans · Laura Kenny · Elinor Barker | Niemcy Franziska Brauße · Lisa Brennauer · Lisa Klein · Gudrun Stock · Mieke Kröger | Włochy Elisa Balsamo · Martina Alzini · Vittoria Guazzini · Letizia Paternoster · Marta Cavalli |
| Keirin                             | Mathilde Gros                                                                                | Lea Friedrich                                                                       | Darja Szmielowa                                                                                 |
| Omnium                             | Kirsten Wild                                                                                 | Laura Kenny                                                                         | Tacciana Szarakowa                                                                              |
| 500 m                              | Anastasija Wojnowa                                                                           | Darja Szmielowa                                                                     | Ołena Starikowa                                                                                 |
| Wyścig punktowy                    | Maria Giulia Confalonieri                                                                    | Tacciana Szarakowa                                                                  | Hanna Sołowej                                                                                   |
| Scratch                            | Emily Nelson                                                                                 | Shannon McCurley                                                                    | Maria Martins                                                                                   |
| Wyścig eliminacyjny                | Kirsten Wild                                                                                 | Emily Nelson                                                                        | Nikol Płosaj                                                                                    |
| Madison                            | Dania Amalie Dideriksen · Julie Leth                                                         | Wielka Brytania Katie Archibald · Laura Kenny                                       | Holandia Amy Pieters · Kirsten Wild                                                             |

## Tabela medalowa
| Miejsce | Państwo         | złoto | srebro | brąz | Razem |
| ------- | --------------- | ----- | ------ | ---- | ----- |
| 1.      | Holandia        | 5     | 4      | 4    | 13    |
| 2.      | Francja         | 5     | 1      | 2    | 8     |
| 3.      | Rosja           | 3     | 2      | 1    | 6     |
| 4.      | Dania           | 3     | 1      | 0    | 4     |
| 5.      | Wielka Brytania | 2     | 4      | 3    | 9     |
| 6.      | Włochy          | 2     | 1      | 2    | 5     |
| 7.      | Niemcy          | 1     | 5      | 3    | 9     |
| 8.      | Hiszpania       | 1     | 0      | 0    | 1     |
| 9.      | Ukraina         | 0     | 1      | 2    | 3     |
| 10.     | Białoruś        | 0     | 1      | 1    | 2     |
| 11=     | Irlandia        | 0     | 1      | 0    | 1     |
| 11=     | Grecja          | 0     | 1      | 0    | 1     |
| 13.     | Polska          | 0     | 0      | 3    | 3     |
| 14.     | Portugalia      | 0     | 0      | 1    | 1     |